# Нетребко, Анна Юрьевна
А́нна Ю́рьевна Нетре́бко (род. 18 сентября 1971[…], Краснодар) — российская и австрийская оперная певица (сопрано), народная артистка Российской Федерации (2008). Лауреат Государственной премии Российской Федерации (2004). Каммерзенгерин Венской государственной оперы (2017).
Выступала на сцене Цюрихской оперы, Венской оперы, Баварской оперы, Лондонской королевской оперы и Метрополитен-опера, а также вместе с труппой Мариинского театра гастролировала в Финляндии, Германии, Израиле, Латвии, США.

## Биография и артистическая карьера
Родилась и выросла в Краснодаре в семье, происходящей из кубанских казаков. Мать — Лариса Ивановна Нетребко (1944—2002), инженер, отец — Юрий Николаевич Нетребко (1934—2021), геолог. Там же начала заниматься музыкой и пением. Была солисткой хора «Кубанская пионерия» при Дворце пионеров и школьников Краснодарского края.
Училась в Санкт-Петербургской консерватории, класс профессора Тамары Новиченко.
В 1993 году победила на конкурсе им. М. И. Глинки и была приглашена в Мариинский театр, где исполняла обширный репертуар с «открывшим» её дирижёром Валерием Гергиевым.
В 1994 году была приглашена в Ригу на роль Царицы ночи в независимом проекте «Волшебная флейта» (Рижская независимая опера Avangarda Akadēmija). Автор проекта и режиссёр — Михаил Мамилов, дирижёр — Дэвид Милнс (США).
В 1995 году дебютировала в Сан-Франциско (Людмила, «Руслан и Людмила»).
Широкую известность Анне Нетребко принесли роли Памины в «Волшебной флейте» и Розины в «Севильском цирюльнике», исполнение русских оперных партий, таких как Людмила в опере «Руслан и Людмила» Глинки, Наташа в «Войне и мире» и Луиза в «Обручении в монастыре» Прокофьева, Марфа в «Царской невесте» Римского-Корсакова. Нетребко также успешно выступала в итальянском репертуаре, в том числе в нехарактерном для себя стиле бельканто, исполнив романтические роли Джильды в «Риголетто» Верди, Мими в «Богеме» Пуччини и Джульетты в «Капулетти и Монтекки» Беллини.
В 2002 году состоялся дебют Нетребко в Метрополитен-опера (Наташа, «Война и мир»). В том же году она дебютировала в роли Донны Анны в опере «Дон Жуан» Моцарта, которая прошла в рамках фестиваля в Зальцбурге под управлением Николауса Арнонкура.
В 2003 году в репертуар Нетребко были включены роли Виолетты в опере Джузеппе Верди «Травиата», которая прошла в Мюнхене, главная роль в «Лючии ди Ламмермур» на представлении в Los Angeles Opera, роль Донны Анны на представлении в Ковент-Гардене.
Тогда же вышел первый студийный альбом Opera Arias, который стал одним из самых продаваемых альбомов академической музыки в 2003 году. В 2004 году вышел второй альбом — Sempre Libera. Исполнение оперных партий в опере «Ромео и Джульетта» в паре с Роландо Вильясоном было оценено достаточно высоко. С этим же исполнителем Нетребко исполняла партии в «Любовном напитке» в 2005 году. В том же году она сыграла роль Виолетты Валери в «Травиате» с оркестром под управлением Карло Риззи на Зальцбургском фестивале.
В 2004 году снялась в американском фильме «Дневники принцессы 2» в роли самой себя.
В марте 2006 года певица подала прошение о получении австрийского гражданства. По её словам, она собиралась жить в Вене и Зальцбурге, и к тому же австрийское гражданство избавит её от бюрократических процедур при получении виз. Австрия удовлетворила прошение 25 июля 2006 года с сохранением гражданства России.
В августе 2010 года на конкурсе «Новая волна» в Юрмале в концертном зале «Дзинтари» исполнила вместе с Филиппом Киркоровым песню «Голос» (кавер на песню «La Voix» Малены Эрнман), таким образом открыв новую страницу в своем творчестве — стиль кроссовер.
В июне — июле 2015 года состоялось европейское турне Нетребко, баса Ильдара Абдразакова, тенора Александра Антоненко и меццо-сопрано Екатерины Губановой, посвящённое памяти Елены Образцовой. В Париже (Версаль), Вене, Москве, Праге и Барселоне артисты исполнили арии из итальянских опер в сопровождении оркестров под управлением дирижёра Марко Армильято. В финале концерта в Московской консерватории 7 июля все его участники устроили костюмированный флэшмоб в знак солидарности и поддержки баритона Дмитрия Хворостовского, проходившего курс лечения от тяжёлой болезни в Лондоне.
3 марта 2022 года Метрополитен-опера отстранила Нетребко от выступлений за невыполнения требования оперы отказаться от поддержки Путина (). Роли Нетребко переданы украинской певице Людмиле Монастырской.
Помимо армии поклонников у певицы есть и противники, например, музыкальный критик Вадим Журавлёв на своем YouTube-канале «Сумерки богов» так высказался о 50-летнем юбилее певицы в Большом Кремлёвском дворце: «На мой взгляд, весь этот концерт был похож на месть тем, у кого ещё есть уши, тем, кто любит оперу».
Поклонники отмечают, что от высокого, звонкого и полётного голоса певицы не осталось и следа. Сама дива в своих соцсетях комментирует это так: «Забудем на время сладкоголосую Снегурочку и Шемаханскую царицу! На их место встаёт злая и жестокая Вавилонская дева. Да, я могу менять свой голос — ломанём в Набукко, друзья!».

## Характеристика голоса
В начале певческой карьеры голос Анны Нетребко классифицировали как лирико-колоратурное сопрано. Ко второму десятилетию XXI века голос изменился в лирико-драматическое сопрано, по другим источникам, в драматическое сопрано.

## Личная жизнь
Была помолвлена с баритоном из Уругвая Эрвином Шроттом. В ноябре 2013 года, после шести лет отношений, они решили расстаться.
- сын Тьяго Аруа (род. 5 сентября 2008 года)[28][29].

29 декабря 2015 года в Вене Нетребко вышла замуж за азербайджанского тенора Юсифа Эйвазова (род. 1977), с которым была помолвлена годом ранее. 27 июня 2024 года Анна и Юсиф объявили о разводе, отметив, что расстались на дружеской ноте, и что они продолжат петь вместе. Причиной развода стала жизнь на расстоянии, поскольку Анна живёт и работает в Вене, а Юсиф — в Баку.
По состоянию на 2017 год жила в Вене и Нью-Йорке.

## Награды и премии

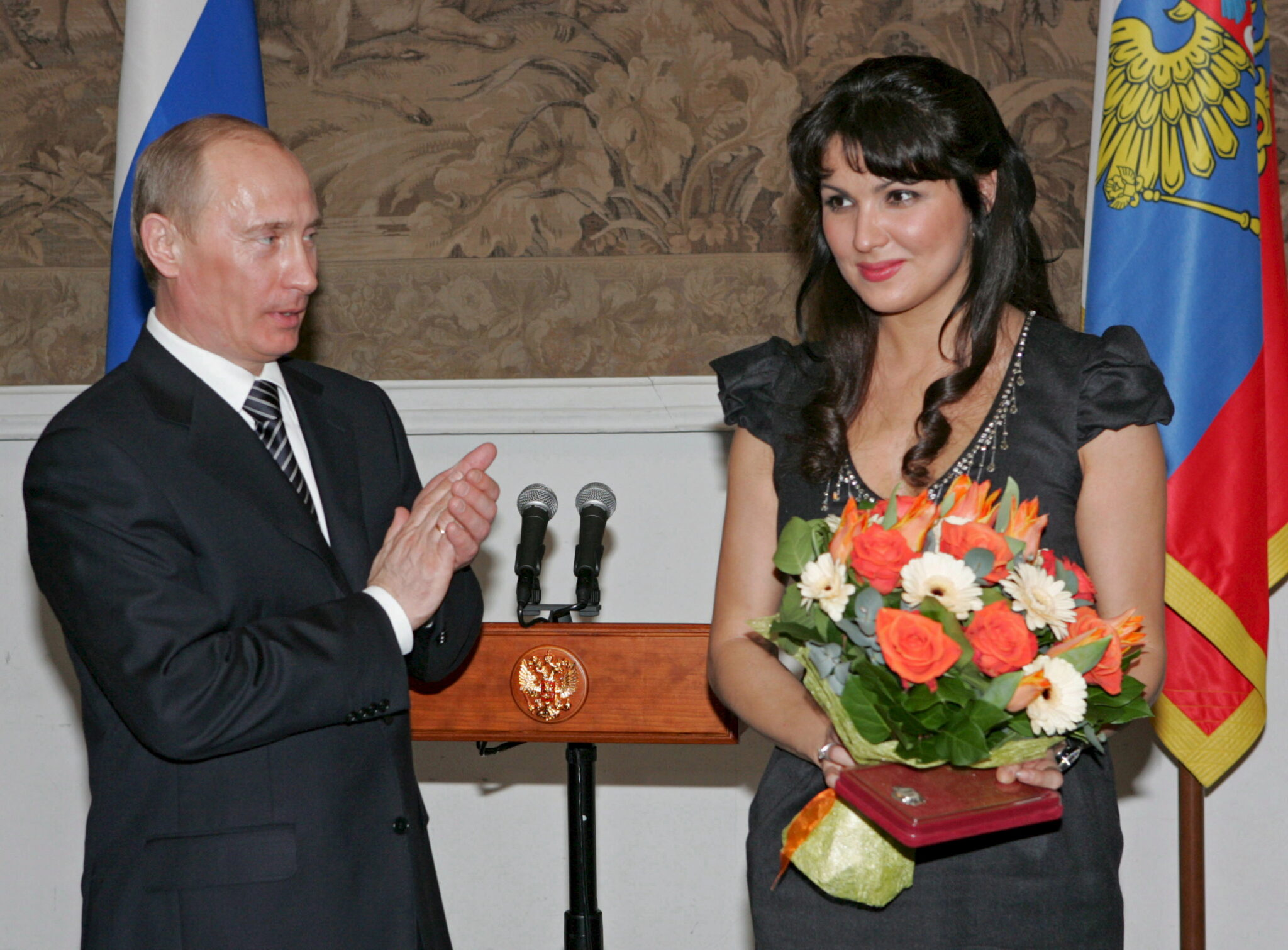
Присвоение почётного звания «Народный артист России», 27 февраля 2008 года

Государственные награды Российской Федерации
- Государственная премия Российской Федерации в области литературы и искусства 2004 года (6 июня 2005 года) — за талантливое воплощение на оперной сцене образов русской и мировой классики, прославляющее великие традиции отечественной вокальной школы[32]
- Народная артистка Российской Федерации (2008)[33][34]

Награды субъектов Российской Федерации
- Медаль «Герой труда Кубани» (Краснодарский край, 2006)[35]

Награды других стран
- Орден «Дружба» (Азербайджан, 21 мая 2018 года) — за плодотворную деятельность в укреплении сотрудничества между Российской Федерацией и Азербайджанской Республикой в области музыкального искусства[36]

Музыкальные награды
- Лауреат Всероссийского конкурса вокалистов им. М. И. Глинки (Смоленск, 1993)
- Лауреат II Международного конкурса молодых оперных певцов им. Н. А. Римского-Корсакова (Санкт-Петербург, 1996)
- Лауреат российской оперной премии «Casta diva» (1998)
- Лауреат высшей театральной премии Санкт-Петербурга «Золотой софит» (1999)
- Echo-Klassik[нем.] — певица года (Германия, 2004, 2005, 2014)[37]
- German Media Award (Германия, 2006)[38]
- Лауреат премии «Музыкант года» журнала «Музыкальная Америка» (США, 2007)
- Лауреат премии Classical BRIT Awards в номинации «Лучшая исполнительница» (Великобритания, 2008)[39][40]
- Золотой граммофон за исполнение песни «Голос» (2010, вместе с Филиппом Киркоровым)[41]
- Введена в Зал Славы журнала Gramophone (Великобритания, 2013)[42]
- Polar Music Prize (Швеция, 2020)[43]
- Лауреат Российской национальной музыкальной премии «Виктория» в номинациях «Вокалист года в классической музыке» (Starlite Festival Marbella, 2017; Giacomo Puccini: Turandot, 2018); «Концерт года» («Анна Нетребко приглашает», 2021)

## Рейтинги, доходы
Нетребко была лидером рейтинга «Топ-10» всемирно известных российских деятелей искусства, составленного журналом Forbes за 2011 год. При составлении рейтинга учитывались доходы фигурантов, а также частота их упоминания в поисковой системе Google. Доходы Нетребко составляли 3,75 млн долларов, за одно выступление она получала от 50 тыс. долларов.
В июле 2017 года журнал Forbes также признал Анну Нетребко лидером рейтинга российских деятелей искусства (и поставил её на девятое место среди российских знаменитостей вообще). Одновременно, по данным того же журнала, она являлась самым высокооплачиваемым музыкантом России, заработав за год 7,5 млн долларов. Комментируя это, Нетребко заявила: «Прекратите врать!!! Я не жалуюсь на свою зарплату, но ваши цифры просто смешны! Взяты с потолка! Моему возмущению нет предела!».

## Дискография

### CD
- 1997 — Глинка: Руслан и Людмила, Philips;
- 1998 — Прокофьев: Обручение в монастыре, Philips;
- 2001 — Прокофьев: Любовь к трём апельсинам, Philips;
- 2003 — Прокофьев: Избранные произведения, Decca;
- 2003 — Оперные арии, Deutsche Grammophon; также изданы в формате SACD, CIS-edition;
- 2004 — Sempre Libera, Deutsche Grammophon; также изданы в формате SACD, CIS-edition;
- 2005 — Виолетта — Арии и дуэты из «Травиаты» Джузеппе Верди, Deutsche Grammophon; специальное издание с DVD, улучшенная полиграфия;
- 2005 — Верди: Травиата, Deutsche Grammophon; улучшенная полиграфия;
- 2005 — Прокофьев: Обручение в монастыре, Deutsche Grammophon;
- 2006 — Моцартовский альбом, Deutsche Grammophon;
- 2006 — Русский альбом, Deutsche Grammophon; специальное издания с DVD, CIS-edition;
- 2007 — Дуэты (с Роландом Вильясоном), Deutsche Grammophon; специальное издание с DVD, улучшенная полиграфия;
- 2008 — Souvenirs Deutsche Grammophon; специальное издание с DVD, улучшенная полиграфия;
- 2008 — Винченцо Беллини: опера «Капулетти и Монтекки» (Джульетта), дирижёр — Фабио Луизи, Deutsche Grammophon;
- 2010 — In The Still Of Night Анна Нетребко и Даниэль Баренбойм. Романсы;
- 2013 — Verdi/Верди; Deutsche Grammophon;
- 2013 — Britten War Requiem, Deutsche Grammophon;
- 2014 — Giovanna d’Arco, Deutsche Grammophon;
- 2014 — R. Strauss: Vier letzte Lieder & Ein Heldenleben, Deutsche Grammophon;
- 2015 — Tchaikovsky: Iolanta, Deutsche Grammophon;
- 2016 — Verismo, Deutsche Grammophon;
- 2017 — Romanza, Deutsche Grammophon

### DVD
- 1997 — Глинка: Руслан и Людмила, Philips;
- 1998 — Прокофьев: Обручение в монастыре, Philips;
- 2004 — The Woman, The Voice, Deutsche Grammophon;
- 2005 — Traviata Salzburger Festspiele. Deutsche Grammophon;
- 2006 — Прокофьев: Обручение в монастыре (Salzburg Fest. 2005), Deutsche Grammophon;
- 2006 — Г. Доницетти: Любовный напиток, Virgin;
- 2006 — The Berlin Concert: Live from the Waldbühnen (A. Netrebko, R. Villazon, P. Domingo), Deutsche Grammophon;
- 2008 — Джакомо Пуччини: опера «Богема» (Мими), дирижёр — Бертран де Билли
- 2014 — Tchaikovsky: Eugene Onegin (Tatiana), conductor — Valery Gergiev, MetropolitenOpera, Deutsche Grammophon

## Документальные фильмы и телепередачи
- «Анна Нетребко. „И тут выхожу я!“» («Первый канал», 2014)[48]
- «Анна Нетребко. „Генерал на шпильках“» («ТВ Центр», 2014)[49]

## Общественная позиция
6 февраля 2012 года была официально зарегистрирована как доверенное лицо кандидата в Президенты РФ и действующего премьер-министра Владимира Путина.
7 декабря 2014 года Нетребко передала миллион рублей на восстановление пострадавшего в результате боевых действий донецкого театра «Донбасс Опера», сфотографировавшись при этом с одним из лидеров сепаратистов Новороссии Олегом Царёвым, держа с ним в руках флаг Новороссии. МИД Австрии высказался негативно по поводу данного события и раскритиковал действия певицы. Критике также подверглась австрийская авиакомпания Austrian Airlines, «рекламным лицом» которой она была. Несмотря на то, что рекламный договор между певицей и авиакомпанией истёк 30 ноября 2014 года, компания обратилась к менеджменту Нетребко за разъяснением, не исключая возможность юридических действий против певицы в связи с данным инцидентом.

27 февраля 2022 года на фоне российского вторжения Метрополитен-опера объявила о приостановке связей с российскими артистами и учреждениями, связанными с президентом России Владимиром Путиным. К ним относились: Мариинский театр в Санкт-Петербурге, чей генеральный и художественный руководитель дирижёр Валерий Гергиев (друг и сторонник Владимира Путина, в 2014 году одобрил действия России в Донбассе) был главным приглашенным дирижёром Метрополитена; и часто появлявшаяся на сцене культурного заведения Анна Нетребко.
30 марта 2022 года Нетребко опубликовала в социальной сети Facebook пост на русском и английском языках, где заявила, что выступает против войны, не является союзницей никого из российских руководителей или политических партий, а ее прежние выступления были неверно интерпретированы. Также Нетребко заявила: «Заставлять артистов или любого общественного деятеля публично выражать свои политические взгляды и осуждать свою родину неправильно». Также она опубликовала, а потом удалила пост про лицемерие людей с Запада и слепых агрессоров. 1 марта 2022 года Баварская государственная опера прекратила сотрудничество с Анной Нетребко, 3 марта 2022 года Metropolitan Opera разорвал все отношения с Нетребко. Несмотря на заявления с осуждением войны, концерты Нетребко были отменены в ряде городов, в Лихтенштейне, Штутгарте, Таллине, Праге.
1 апреля 2022 года Новосибирский государственный академический театр оперы и балета заявил, что отменяет запланированное на 2 июня 2022 года выступление Нетребко в связи с её «осуждением действий» России и «отказом от своей Родины».

## Санкции
В октябре 2022 года Международная рабочая группа по вопросам санкций Ермака — Макфола включила Нетребко в список пропагандистов и идеологов войны, которые «создают лживые нарративы в соответствии с политикой Кремля», с предложением введения против неё санкций. 7 января 2023 года внесена в санкционный список Украины «за посещение оккупированных территорий после начала вторжения, участие в пропагандистских концертах, публичную поддержку войны и режима Путина».